# Buflomedil
Il buflomedil è un farmaco che in passato venne utilizzato, come coadiuvante, per il trattamento della claudicatio intermittens e della malattia vascolare periferica cronica.
Il farmaco agisce a livello del circolo arterioso periferico dove, grazie ad un meccanismo di inibizione non competitiva dei recettori adrenergici, provoca un rilassamento della muscolatura liscia vasale. Alla azione di vasodilatazione della molecola sembrerebbe contribuire anche una debole azione calcio-antagonista.

Il buflomedil avrebbe anche un'azione favorevole sui fattori emoreologici. Inibisce infatti l'aggregazione piastrinica, migliorando la deformabilità dei globuli rossi e la viscosità del sangue.

Anche la distribuzione dei valori di pO2 tissutali risulta migliorata.

L'Agenzia europea per i medicinali (EMEA) nel maggio del 2011, raccomandò la sospensione delle formulazioni orali dei medicinali contenenti buflomedil, in quanto i benefici del farmaco non superano i rischi. La raccomandazione fu preceduta nel 2006 dalla decisione della agenzia francese del farmaco di ritirare dal mercato la formulazione orale da 300 mg di buflomedil per alcuni casi di sovradosaggio, accidentali o volontari, con esito fatale.

## Farmacocinetica
Dopo somministrazione orale il farmaco è ben assorbito a livello del tratto gastroenterico.
Una quantità pari a circa il 50-80% della dose somministrata per os è rinvenibile a livello sistemico.

Il picco ematico è raggiunto in 1,5-4 ore.

L'emivita è di circa 3 ore. Il legame con le proteine plasmatiche varia, alle concentrazioni terapeutiche, dal 50% all'80%.

L'escrezione è prevalentemente urinaria (90% della dose) sia come farmaco attivo o metabolizzato (nella misura dell'80%).

## Tossicità
La DL50 nel topo per via intra peritoneale è di 74 mg/kg. Nel ratto quando viene somministrato per os è di 600 mg/kg.

## Usi clinici
Buflomedil è indicato nelle affezioni vascolari periferiche su base arteriosclerotica, nella insufficienza vascolare, nella claudicatio intermittens ed in caso di crampi e morbo di Raynaud. e di Bürger. Il farmaco è stato inoltre utilizzato per migliorare la circolazione in soggetti con insufficienza cerebrovascolare cronica e demenza senile. Una review del 2001 ha evidenziato "una mancata evidenza di efficacia del buflomedil nella claudicatio intermittens" mentre un'analoga review del 2008 sottolineava che il beneficio determinato dall'uso di buflomedil è piccolo se lo si considera in relazione ai possibili problemi di sicurezza ed al suo ristretto range terapeutico.

## Effetti collaterali ed indesiderati
Il buflomedil può causare disturbi gastrointestinali, cefalee, vertigini, sonnolenza, insonnia, vampate e prurito. possono manifestarsi tachicardia, fibrillazione atriale, aumento della creatininemia, aumento del flusso mestruale, ipertensione arteriosa, aumento della diuresi, psoriasi ed epistassi.

## Controindicazioni
Controindicato nell'ipersensibilità nota al farmaco. Può dare sonnolenza e vertigini, per cui si consiglia cautela nello svolgimento di attività che richiedono integrità dello stato di vigilanza.

## Gravidanza ed allattamento
In mancanza di adeguati dati clinici sulla sicurezza dell'uso del buflomedil durante la gravidanza e l'allattamento, se ne sconsiglia l'uso, in particolare nei primi tre mesi di gravidanza.

## Sovradosaggio
Buflomedil presenta un ristretto indice terapeutico, per tale motivo è opportuno non superare mai la dose massima raccomandata.
L'iperdosaggio può manifestarsi con gravi effetti neurologici e cardiovascolari ed in particolare con tachicardia, ipotensione e convulsioni.

In questo caso è necessario intervenire con misure di sostegno: in caso di eccitazione si consiglia l'uso di una benzodiazepina.

## Letteratura
J.A. Badmin et al., J. Chromatog. 172, 319, 1979. J. Duteil et al., Therapie 30, 207, 1975; G. Rosas et al., Angiology 32, 291, 1981; S.P. Clissold et al., Drugs 33, 430, 1987; F. Briguglio et al., J. Int. Med. Res. 13, 131, 1985; G. Leonardo et al., Curr. Ther. Res. 36, 1016, 1984; F. Briguglio et al., ibid. 14, 115, 1986.